# Краматорський район
Крамато́рський райо́н (Краматорщина) — район в Донецькій області України. Адміністративний центр — місто Краматорськ. Він є найпівнічнішим районом Донецької області.
Утворений 17 липня 2020 року.

## Історія

### Початок існування
На початку 1923 року на території УРСР було проведено реформу адміністративно-територіального розподілу, в результаті якого повіти та волості було скасовано, а замість них утворилися округи та райони.
Відповідно до Постанови ВУЦВК від 7 березня 1923 року «Об административном делении Донецкой губернии» в складі Бахмутського округу було утворено Краматорський район з центром у місті Краматорськ.
Тоді ж у новому районі відбулися вибори органу влади Краматорського райвиконкому, який знаходився в безпосередньому підпорядкуванні Бахмутського, а з серпня 1924 р. — Артемівського окрвиконкому.
Мирне життя сільських працівників обірвала війна. Всього з району було мобілізовано близько 5,5 тисяч осіб.
Воїни-краматорчани відважно боролись на фронтах: в жорстоких боях загинуло 2565 осіб. Багато з них нагороджено за мужність та відвагу бойовими орденами та медалями, четверо відзначені звання Героя Радянського Союзу: 18-річний командир відділення 1006 полку 266-1 Артемівської стрілецької дивізії Микола Носуля з Олексієво-Дружківки, штурман ескадрильї 367-го бомбардувального авіаполку С. З. Калініченко — мешканець Кіндратівки, командир ескадрильї 266-го штурмового авіаполку, старший лейтенант В. І. Догаєв із Диліївки, командир гармати 99-го гвардійського артполку, старший сержант П. С. Дубрівний з радгоспу «Щербинівський».
У вересні 1943 року район було звільнено від нацистських загарбників. Почалася важка робота з відновлення зруйнованого сільського господарства. Збитки були великі: за час окупації 31 колгосп і 6 радгоспів району втратили 60 тисяч голів великої рогатої худоби, десятки тисяч овець, свиней, птиці, багаті садово-овочеві та пасічні господарства.

### Сучасна історія
17 липня 2020 року постановою Верховної Ради України «Про утворення та ліквідацію районів» було утворено Краматорський район. До його складу увійшли території:
• Олександрівського району;
• Лиманського району;
• Костянтинівського району;
• Слов'янського району;
• Міста обласного значення: Краматорськ, Дружківка, Костянтинівка, Лиман та Слов'янськ.

## Адміністративний устрій
Краматорський район об‘єднує такі громади:
- Краматорська міська громада;
- Дружківська міська громада;
- Костянтинівська міська громада;
- Слов'янська міська громада;
- Лиманська міська громада;
- Миколаївська міська громада;
- Святогірська міська громада;
- Новодонецька селищна громада;
- Олександрівська селищна громада;
- Черкаська селищна громада;
- Іллінівська сільська  громада;
- Андріївська сільська громада.

## Місцеві свята
- День звільнення Краматорська від проросійських терористів
- День звільнення Слов'янська від проросійських терористів

## Цікаві факти
У Краматорську виявили унікальний скелет мамонта. Рештки передали у міський музей історії. Скелет вимерлого ссавця зібрав місцевий палеонтолог Віктор Геращенко — на це він витратив 300 тисяч гривень.
1 листопада 2021 року на площі біля залізничного вокзалу Краматорська на підготовлений майданчик було встановлено пам'ятник «Паровоз» — відреставровану машину типу 0-3-0, які випускалися з 1935 до 1957 року.